# Miconia acuminata
Miconia acuminata là một loài thực vật có hoa trong họ Mua. Loài này được (Steud.) Naudin mô tả khoa học đầu tiên năm 1851.